# Chevrolet Corsica
La Chevrolet Corsica est une automobile produite par Chevrolet de 1987 à 1996. Elle est appelée aussi Pontiac Tempest au Canada et produite de 1987 à 1991.

## Changements d'une année à l'autre

### 1987-1989
La Corsica a été vendue pour la première fois en tant que flotte de voitures à des agences de location et à de grandes entreprises en 1987, avant sa sortie générale. La Corsica et la Beretta étaient les deuxièmes voitures les plus vendues en Amérique en 1988, juste derrière la Chevrolet Celebrity[citation nécessaire]. De nombreuses Corsica ont également été vendues à l'étranger, quelques-unes ont été vendues en Europe, aux Pays-Bas par exemple[réf. nécessaire]. Une grande partie des composants de la suspension ont été empruntés à la Chevrolet Cavalier à carrosserie J et le châssis était une extension de celui de la carrosserie J, mais modélisé avec des proportions similaires à celles de la carrosserie N. Cependant, la plate-forme L a été conçue par Chevrolet plutôt que par Oldsmobile. La voiture était équipée soit du quatre cylindres en ligne OHV TBI 2,0 L de la Cavalier, soit du V6 OHV MPFI 2,8 L de la Chevrolet Celebrity. Les poignées de porte de la Corsica de base étaient de couleur argent, tandis que les Corsica LT et LTZ avait des poignées de couleur noire. Certains modèles antérieurs avaient un levier de vitesses sur colonne avec un frein à main entre les sièges avant, une configuration peu courante pour la plupart des voitures compactes de l'époque. Un modèle à hayon 5 portes a été introduit pour 1989, tout comme une finition de performances LTZ qui comprenait de nombreuses pièces de suspension de la Beretta. Une finition rare, XT, comprenait toutes les pièces de performance de la finition LTZ ainsi qu'un intérieur en cuir, un kit de carrosserie spécial et un ensemble de spoilers conçus pour GM par un fournisseur tiers.

### 1990
Le modèle de base de la Corsica a été abandonné, laissant les LT et LTZ. Les deux moteurs proposés ont augmenté en cylindrée. La Corsica utilisait désormais le même moteur à quatre cylindres de 2,2 L et la transmission automatique à 3 vitesses que la Cavalier, ou le V6 de 3,1 L et la boîte automatique à 3 vitesses de la Lumina. Des modifications mineures ont été apportées à l'intérieur, principalement autour des commandes du conducteur.

### 1991
Pour 1991, la Corsica a reçu un intérieur largement mis à jour avec un airbag standard côté conducteur et des porte-gobelets. Les ceintures de sécurité avant ont été déplacées des portes vers les montants B. Les feux arrière ont également reçu une refonte, de lisse à striée. Ce serait également la dernière année pour la berline 5 portes.

### 1992
Le seul niveau de finition était la LT. La transmission manuelle a été abandonnée pour le V6; il est resté disponible pour le moteur à quatre cylindres, bien qu'il ne soit disponible que sur commande spéciale (dont peu ont jamais ont pris place[citation nécessaire]) Le moteur à soupapes en tête de 2,2 L a maintenant été mis à niveau avec un Sequential Fuel-Injection (SFI) en Corse, contrairement à la version de la Cavalier qui utilisait un Multi-Point Fuel Injection (MPFI).

### 1993
Sur les véhicules à transmission automatique, un verrouillage de changement de vitesse, qui exigeait que la pédale de frein soit appliquée avant que la transmission ne puisse être retirée de la position Parking, ainsi qu'un voyant de niveau d'huile bas ont été ajoutés. Les voitures équipées du V6 3,1 L ont également perdu l'insigne de garde-boue "3.1L Multi-Port V6".

### 1994
Le modèle LT a de nouveau remplacé le modèle de base. La puissance du moteur de 2,2 L a été augmentée à 120 ch. Le V6 de 3,1 L a été remplacé par le moteur Gen III «série 3100» mis à jour (code d'option L82) avec une puissance de 160 ch et un système OBD-1.5. Ce nouveau système OBD n'était pas compatible avec OBD-I ou OBD-II mais incluait certaines fonctionnalités des deux systèmes[pas clair].
Le système de climatisation a maintenant été mis à niveau (R134) pour être réfrigérant, par opposition au modèle Freon nocif pour l'environnement.
La transmission automatique à 3 vitesses sur les modèles V6 a été remplacée par une transmission automatique à commande électronique à 4 vitesses avec surmultiplication et lubrifiée avec un liquide pour longue durée de 100 000 miles. Le moteur 2,2 L conserve la même boîte automatique à 3 vitesses, mais la boîte automatique à 4 vitesses peut être commandée spécialement. Les ceintures de sécurité avant ont été déplacées des montants B vers les portes.

### 1995
La Corsica est devenue la première voiture américaine à être équipée de série de feux de jour. Un nouveau logo Corsica a été introduit, ainsi que d'autres modifications mineures de l'extérieur, comme l'introduction de rétroviseurs, de moulures latérales et de calandre couleur carrosserie. La voiture a également reçu une suspension arrière révisée, similaire à celle de la Cavalier alors nouvellement repensé. Cela a légèrement réduit le "flottement" de la conduite qui se produisait avec les modèles précédents. Toutes les Corsica sont désormais équipées de liquide de refroidissement Dex-Cool. La voiture a également reçu une nouvelle taille de pneu, 195 / 70R14 pour une durée de vie plus longue et une meilleure maniabilité. 

### 1996
La Corsica a été entièrement convertie en OBD-II. GM a abandonné la Corsica et la Chevrolet Beretta après l'année modèle 1996, en raison des normes de sécurité de 1997 qui auraient nécessité une refonte totale de ces voitures et aurait fait de la concurrence à la Chevrolet Cavalier de 1995 de taille similaire pour les ventes de voitures compactes. La Corsica a été remplacée par la Chevrolet Malibu plus grande pour l'année modèle 1997.
La production a pris fin le 26 juin 1996[réf. nécessaire].

### Moteurs
Notes :
- Le V6 de 2,8 L et le quatre cylindres en ligne de 2,0 L ont reçu un vilebrequin à course plus longue au cours de l'année-modèle 1990, augmentant respectivement leurs déplacements à 3,1 L et 2,2 L.
- Dans l'année modèle 1992, l'injection séquentielle de carburant a été remplacé sur le quatre cylindres en ligne et en 1994, elle a remplacé le MPFI sur les modèles V6. Le système OBD mis à jour est parfois appelé OBD 1.5.